# Ягер, Джефф
Дже́ффри Бра́йан «Джефф» Я́гер (англ. Jeffrey Brian «Jeff» Yagher; 18 января 1961, Лоренс, Канзас, США) — американский актёр, скульптор, машиностроитель, сценарист и арт-директор.

## Биография и карьера
Джеффри Брайан Ягер родился 18 января 1961 года в Лоренсе (штат Канзас, США). У Джеффа есть два младших брата — специалист по спецэффектам Кевин Ягер (род. 1962) и художник-постановщик Крис Ягер. Когда Ягеру было девять лет, он вместе со своей семьёй переехал в Сентервилл, штат Огайо. Он окончил Университет штата Огайо и посещал Йельскую школу драмы, где он появился в постановках «Стервятников», «Мы не можем платить», «Мы не будем играть» и «Лас Мадре». Его племянница Кейти Ягер (род. 1992), дочь брата Кевина и его жены-актрисы Кэтрин Хикс, бывшая актриса.
Начиная с 1984 года, Джефф сыграл более чем в 60-ти фильмах и телесериалах. В 2004 году он появился в нескольких эпизодах телесериала HBO «Клиент всегда мёртв» в роли Хойта Вудворта. Он также является талантливым скульптором и отвечает за многие комплекты пластиковых моделей с ограниченным выпуском в последние двадцать лет. Его любимая тема — монстры из классических фильмов в стиле Aurora начала 1960-х годов.
C 2001 года Ягер женат вторым браком на актрисе Меган Галлахер, его первую жену звали Карен. От Галлахер у него есть близнецы, сын и дочь, родившиеся в январе 2002 года.

## Избранная фильмография
| Год       |    | Русское название                     | Оригинальное название          | Роль                                          |
| --------- | -- | ------------------------------------ | ------------------------------ | --------------------------------------------- |
| 1985      | с  | Частный детектив Магнум              | Magnum, P.I.                   | Лейтенант Энди Хокс, Военно-морские силы США  |
| 1986      | тф | Загадка мертвеца                     | Dead Man's Folly               | Эдди Саут                                     |
| 1986      | с  | Отель                                | Hotel                          | Том                                           |
| 1987      | ф  | Нехорошая мамаша 2                   | Big Bad Mama II                | Джордан Кроуфорд                              |
| 1987—1993 | с  | Она написала убийство                | Murder, She Wrote              | Шериф Уэйн Билер / Скотт Филдинг / Маркус Рул |
| 1989      | с  | Кошмары Фредди                       | Freddy's Nightmares            | Рик Рейк                                      |
| 1990      | с  | Байки из склепа                      | Tales from the Crypt           | Енох, Человек с двумя лицами                  |
| 1995      | с  | Коломбо                              | Colombo                        | Тедди МакВи                                   |
| 1996      | с  | Сайнфелд                             | Seinfeld                       | Джон                                          |
| 1998      | с  | Тысячелетие                          | Millennium                     | Марк Бианко                                   |
| 1999      | с  | Практика                             | The Practice                   | Репортёр Майкл Сойер                          |
| 2000      | с  | Профиль убийцы                       | The Profiler                   | Джейсон Бендросс                              |
| 2000      | с  | Седьмое небо                         | 7th Heaven                     | Профессор Джин Хэтч                           |
| 2000      | с  | Звёздный путь: Вояджер               | Star Trek: Voyager             | Айден                                         |
| 2001      | с  | Крутой Уокер: правосудие по-техасски | Walker, Texas Ranger           | Хокинс                                        |
| 2001      | с  | Прикосновение ангела                 | Touched by an Angel            | Майк Райс                                     |
| 2002      | с  | Расследование Джордан                | Crossing Jordan                | Росс Ларкен                                   |
| 2003      | с  | Риба                                 | Reba                           | Терри Холлиуэй                                |
| 2003      | ф  | Вид сверху лучше                     | View from the Top              | Призрачный гонщик                             |
| 2004      | с  | Ангел                                | Angel                          | Лидер                                         |
| 2004—2005 | с  | Клиент всегда мёртв                  | Six Feet Under                 | Хойт Вудворт                                  |
| 2005      | с  | Шпионка                              | Alias                          | Грейсон Уэллс                                 |
| 2005      | ф  | Мистер и миссис Смит                 | Mr. & Mrs. Smith               | Мужчина за сорок                              |
| 2007      | с  | Новый день                           | Day Break                      |                                               |
| 2007      | с  | Игра                                 | The Game                       | Майк                                          |
| 2007      | с  | Без следа                            | Without a Trace                | Гэри Седжвик                                  |
| 2009      | с  | Кости                                | Bones                          | Шон Мортенсон                                 |
| 2009      | с  | C.S.I.: Место преступления           | CSI: Crime Scene Investigation | Бретт МакДауэлл                               |
| 2011      | с  | Следствие по телу                    | Body of Proof                  | Доктор Адам Фарбер                            |
| 2012      | ф  | Атлант расправил плечи: Часть 2      | Atlas Shrugged: Part II        | Джефф Аллен                                   |